# ایستگاه پرستار

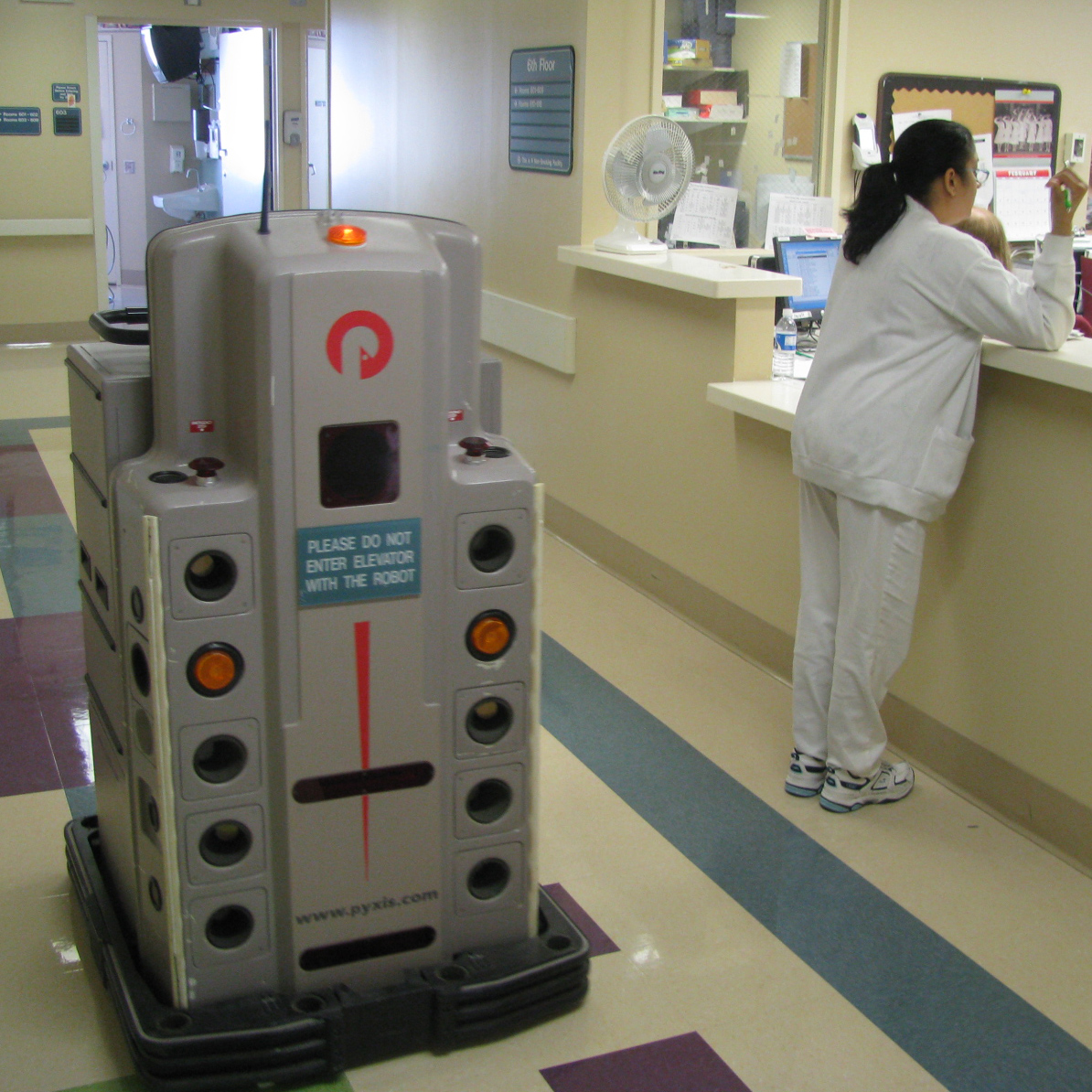
یک ایستگاه پرستار که در سمت راست تصویر دیده می‌شود

ایستگاه پرستار قسمتی در یک مرکز مراقبت بهداشتی (مانند بخش بیمارستان یا خانه سالمندان) است که پرستاران و سایر کارکنان مراقبت‌های بهداشتی در زمانی که مستقیماً با بیماران کار نمی‌کنند پشت آن قرار گرفته و می‌توانند برخی از وظایف خود را در آن انجام دهند. این ایستگاه دارای پیشخوانی است که بازدیدکنندگان و بیمارانی که مایل به جلب توجه پرستاران هستند می‌توانند به آن مراجعه کنند. دسترسی به پشت میز محدود به کارکنان مراقبت‌های بهداشتی است، و اشیایی مانند پرونده بیماران، داروها و انواع خاصی از تجهیزات در این قسمت نگهداری می‌شود.
ایستگاه‌های پرستاری نه تنها وظایف اداری را انجام می‌دهند، بلکه عملکردهای مرتبط بالینی را نیز انجام می‌دهند که بر ارائه مراقبت به بیماران تأثیر می‌گذارد. کارهای کلیدی انجام شده در آن عبارتند از:
1. استعلام و پرسش‌گری، جمع‌آوری اطلاعات و انجام ارجاعات
2. منشی‌گری
3. پردازش و مدیریت نمودار
4. نظارت بر بیماران
5. آماده‌سازی دارو.[۲]